# Kobylnica (województwo kujawsko-pomorskie)
Kobylnica – wieś w Polsce, położona w województwie kujawsko-pomorskim, w powiecie inowrocławskim, w gminie Kruszwica.

## Podział administracyjny
W latach 1975–1998 miejscowość administracyjnie należała do województwa bydgoskiego.

## Demografia
Według Narodowego Spisu Powszechnego (III 2011 r.) wieś liczyła 218 mieszkańców. Jest dziewiętnastą co do wielkości miejscowością gminy Kruszwica.

## Religia
Wierni kościoła rzymskokatolickiego należą do parafii w Chełmcach.

## Sport
W Kobylnicy znajduje się boisko piłkarskie, na którym rozgrywane są mecze turnieju sołeckiego w piłkę nożną.